# Kundtova trubice

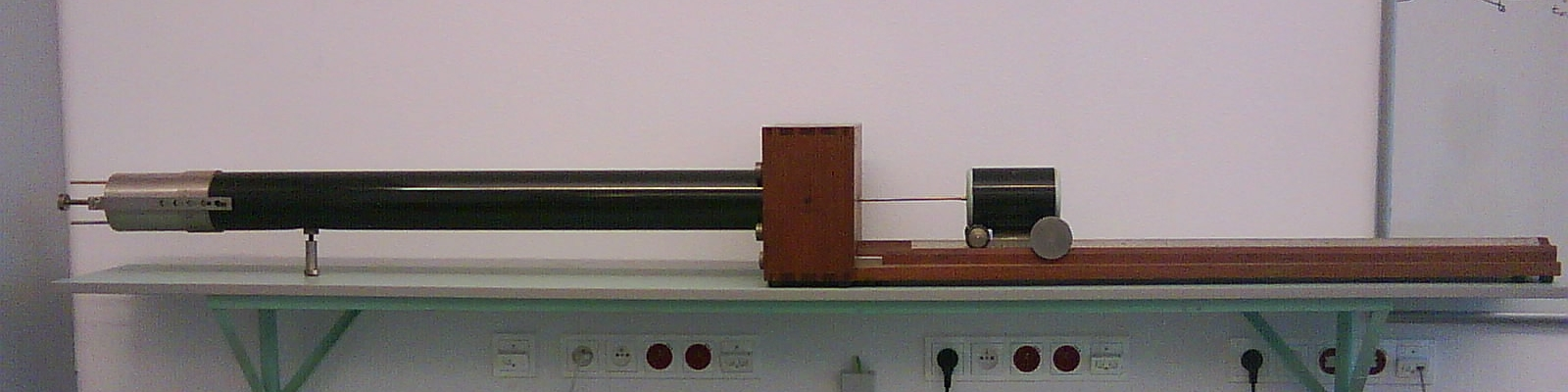
Kundtova trubice v laboratoři.

Kundtova trubice je jednoduchý přístroj k měření rychlosti zvuku ve vzduchu a jiných plynech. Popsal ji August Kundt v roce 1866.
Kundtova trubice je skleněná trubice, dlouhá přibližně 1 metr, upevněná vodorovně v rámu. Z obou stran jsou do ní vsunuty písty, které se ale nedotýkají stěn. Jeden z pístů je upevněn posuvně, druhý je na tyči, která je připevněna přesně v polovině k podstavci. Vnitřek trubice je vysypán lehkou drtí (prášek z plavuní nebo drcený korek).
Měření se provádí tak, že volný konec tyče pevně uchyceného pístu se tře látkou namočenou v lihu nebo octu. Tyč se rozkmitá tónem, který uvnitř trubice vytvoří stojaté vlny. Posunem druhého pístu je možno nastavit co nejlépe rezonanční délku. Lehký prášek se seřadí podle stojatých vln a tím je zviditelní. Délku vlny λ je možné změřit a z kmitočtu f se vypočte rychlost šíření zvuku ({\displaystyle v=f\lambda }).